# Brkinska brigada
Brkinska brigada, je bila slovenska partizanska enota med drugo svetovno vojno.
Brigada, ki je ob ustanovitvi dobila ime 11. slovenska narodnoosvobodilna Brkinska brigada ; tudi Snežniška brigada, je bila ustanovljena 17. septembra 1943 na Mašunu. Seatavljali so jo predvsem brkinski in pivški borci; konec septembra 1943 jih je bilo v štirih bataljonih okoli 1.200. Komandant je bil Anton Vidmar, politični komisar pa Anton Dolgan. Brigada je branila nemškimi enotam dostop v Brkine s ceste Reka - Trst ter iz smeri Divača in Ilirska Bistrica. Nemška vojska je 2. oktobra 1943 v okolici današnjega jezera Klivnik razbila njen 1. in 4. bataljon, okoli 90 borcev 2. in 3. bataljona pa so nato dedelili Istrskemu odredu. Preostale čete so do 17. oktobra 1943, ko je bila brigada ukinjena branile dostop v snežniške gozdove iz smeri, ki je potekala ob cesti Stari trg - Zabiče..